# Can Pocanals
Can Pocanals és una obra del municipi de Sant Andreu de la Barca (Baix Llobregat) inclosa en l'Inventari del Patrimoni Arquitectònic de Catalunya.

## Descripció
Es tracta d'una casa d'estructura neoclàssica amb planta i dos pisos. A la planta baixa trobem la porta principal de fusta amb picaportes de ferro, tal com era originàriament. Les finestres dels costats estan protegides amb reixes de ferro amb treball artístic. En el primer pis hi ha tres balcons, com en el segon però més grans i de més amplada. Les baranes dels balcons tenen un treball més o menys artístic segons si estan al primer pis o al segon.
És destacable la galeria posterior amb arcades.